# Irondale (Alabama)
Irondale és una població dels Estats Units a l'estat d'Alabama. Segons el cens del 2000 tenia 9.813 habitants.

## Demografia
Segons el cens del 2000, Irondale tenia 9.813 habitants, 4.019 habitatges, i 2.736 famílies. La densitat de població era de 422,4 habitants/km².
Dels 4.019 habitatges en un 31,3% hi vivien nens de menys de 18 anys, en un 52,6% hi vivien parelles casades, en un 12,1% dones solteres, i en un 31,9% no eren unitats familiars. En el 27,5% dels habitatges hi vivien persones soles el 10,2% de les quals corresponia a persones de 65 anys o més que vivien soles. El nombre mitjà de persones vivint en cada habitatge era de 2,42 i el nombre mitjà de persones que vivien en cada família era de 2,97.
Per edats la població es repartia de la següent manera: un 24,1% tenia menys de 18 anys, un 7% entre 18 i 24, un 29,6% entre 25 i 44, un 26,2% de 45 a 60 i un 13,1% 65 anys o més.
L'edat mitjana era de 39 anys. Per cada 100 dones hi havia 91,5 homes. Per cada 100 dones de 18 o més anys hi havia 85,8 homes.
La renda mitjana per habitatge era de 46.203 $ i la renda mitjana per família de 55.365 $. Els homes tenien una renda mitjana de 38.138 $ mentre que les dones 30.775 $. La renda per capita de la població era de 23.251 $. Aproximadament el 5,7% de les famílies i el 9,2% de la població estaven per davall del llindar de pobresa.

## Poblacions properes
El següent diagrama mostra les poblacions més properes.